# João de Antioquia (cronista)
João de Antioquia foi um cronista bizantino do século VI ou VII, conhecido por ter escrito uma Crônica, hoje preservada apenas em fragmentos, que narra os eventos desde Adão até a queda do imperador Focas (r. 602–610).

## Vida

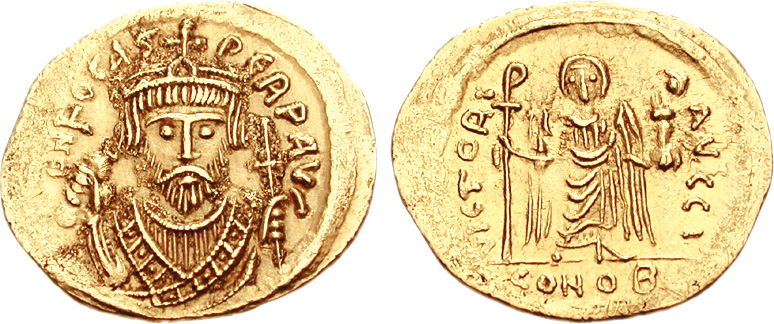
Soldo de Focas r.

João era nativo de Antioquia e possivelmente monge. Não deve ser confundido com João Malalas, que viveu antes, e pode talvez ser o patriarca João de Sedre (r. 631–649). Sua Crônica, salva em fragmentos nos Excertos do imperador Constantino VII (r. 913–959) e dois manuscritos de Paris, cobre do tempo de Adão até a deposição de Focas (r. 602–610). A obra apresenta um alto estilo clássico de escrita em sua composição e possui uma continuação, que avança até o ano 640, na qual emprega-se estilo inferior normalmente associado aos cronistas. Os excertos da obra atribuem-lhe autoria especificamente ou lhe são associados por paralelos na linguagem ou assunto.
Embora João geralmente copiou material literalmente, seu tratamento foi original, pois liga material de várias fontes, supostamente as usando diretamente e não através de intermediários. É tido como incomum por ter mais conhecimento sobre a República Romana do que outros autores bizantinos. Em outros lugares, ocasionalmente fornece informações importantes não preservadas em outros lugares, principalmente sob o reinado de Focas e foi muito usado por cronistas posteriores.